# Słowackie monety obiegowe (1993–2008)
Słowackie monety obiegowe – seria ośmiu monet o siedmiu nominałach – od 10 halerzy do 10 koron – emitowanych przez Narodowy Bank Słowacji, spośród których większość pozostawała w obiegu od 1993 aż do początku roku 2009, kiedy to zostały zastąpione przez monety euro.

## Historia
Po rozpadzie Czechosłowacji i ogłoszeniu 1 stycznia 1993 r. niepodległości przez Republikę Czeską oraz Republikę Słowacką kraje te tymczasowo zachowały unię monetarną. Trwała ona do 7 lutego 1993 r. – kolejnego dnia oficjalną walutą Słowacji została korona słowacka. W związku z tym w młodym państwie opracowano serię monet o nominałach 10 Sk, 5 Sk, 2 Sk, 1 Sk, 50 h, 20 h oraz 10 h, które były następnie sukcesywnie wprowadzane do obiegu, rozpoczynając od największego, a na najmniejszym nominale kończąc. Autorem wzoru wszystkich monet był Drahomír Zobek, którego inicjał „Z” widniał na awersie i rewersie każdej z nich. Wszystkie monety dzieliły wspólny awers, na który składał się herb kraju, poniżej w polu inskrypcja „SLOVENSKÁ / REPUBLIKA” oraz rok bicia. Były one wytwarzane w mennicy w Kremnicy – co do zasady corocznie, przez cały czas pozostawania monet danego wzoru w obiegu (część roczników występowała jednak wyłącznie w formie zestawów kolekcjonerskich i nie trafiła do obiegu).
Jako pierwszą wyemitowano monetę o nominale 10 koron, która trafiła do obiegu w dniu ustanowienia nowej waluty. Bita z brązalowych (CuAl6Ni2) krążków miała średnicę 26,5 mm. Na rewersie prócz nominału (10 Sk) zawierała przedstawienie brązowego krzyża z X–XI wieku odnalezionego na stanowisku archeologicznym we wsi Veľká Mača w powiecie Galanta w południowo-zachodniej części kraju.
Następnie 30 kwietnia 1993 r. do obiegu trafiły monety o nominałach 5 Sk, 2 Sk i 1 Sk. Dwie pierwsze z wymienionych monet bite były z niklowanej stali niskowęglowej, zaś stalowe krążki przeznaczone do wytwarzania monet jednokoronowych w procesie galwanizacji powlekano brązem (CuSn12,5). Monety o nominałach 5 i 1 Sk miały ząbkowany rant, zaś obrzeże dwóch koron posiadało wklęsły ornament. Na rewersie monety o nominale 5 Sk znalazł się rewers celtyckiej monety Biatec – tetradrachmy typu bratysławskiego datowanej na I wiek p.n.e. – przedstawiającej jeźdźca na koniu. Rewers monety dwukoronowej zawierał rysunek glinianej figurki Wenus pochodzącej z IV tysiąclecia p.n.e., którą odnaleziono na stanowisku Zámeček w Nitrianskim Hrádku. Moneta o nominale 1 korony na rewersie zdobiona była postacią Madonny z dzieciątkiem stojącej na półksiężycu, co jest odzwierciedleniem rzeźby z ok. 1490–1500 roku pochodzącej z Kremnicy a znajdującej się w Słowackiej Galerii Narodowej.
Dwa miesiące później, 30 czerwca 1993 r. wyemitowano monetę 50-halerzową (50 h). Bito ją z aluminiowych (AlMg2) krążków o średnicy 22 mm. Na rewersie obok nominału widniała stojąca na skale u ujścia Morawy do Dunaju wieloboczna renesansowa baszta na zamku Devín (Panenská veža) wraz z fragmentem murów. Po kolejnych dwóch miesiącach do obiegu trafiła aluminiowa (AlMg4) moneta o nominale 20 halerzy na rewersie przedstawiająca sylwetkę tatrzańskiego szczytu Krywań. Jako ostatnia z podstawowej serii wyemitowana została moneta o nominale 10 halerzy, także bita w aluminium (AlMg2). Trafiła do obiegu 29 października 1993 r. Głównym elementem rewersu był wizerunek drewnianej dzwonnicy o ośmiospadowym dachu. Wzniesiony w XIX wieku obiekt znajduje się w Muzeum Wschodniosłowackim w Koszycach. Zarządzenie słowackiego banku centralnego wskazywało, że budowla pochodzi z terenu słowackiego Zemplina. Niemniej choć stanowi ona część ekspozycji miniskansenu, którego głównym elementem jest cerkiew z zemplińskiej wsi Kožuchovce, to jednak sama dzwonnica została w 1928 roku przeniesiona ze wsi Tysaaszwań – wówczas znajdującej się w granicach Czechosłowacji, jednak w momencie emisji monet położonej na ukraińskim Zakarpaciu.
W 1996 roku nastąpiła zmiana parametrów fizycznych monety o nominale 50 halerzy, przy jednoczesnym pozostawieniu jej dotychczasowego wzoru. Monety nowej serii trafiły do obiegu 30 kwietnia 1996 r. Wytwarzane były z miedziowanej stali niskowęglowej, zaś monety miały średnicę 18,75 mm. Ostatnią z różnic w porównaniu z monetami wzoru z 1993 roku był rant naprzemiennie gładki i karbowany (poprzednio gładki).
Wraz z końcem roku 2003 wycofane zostały monety o dwóch najmniejszych nominałach – 10 i 20 halerzy. Pozostałe nominały uległy demonetyzacji dopiero po przyjęciu przez Słowację 1 stycznia 2009 r. waluty euro. Formalnie monety i banknoty słowackiej waluty narodowej utraciły przymiot oficjalnego środka płatniczego z końcem 16 stycznia 2009 r., po upływie 16-dniowego okresu przejściowego zapisanego w ustawie o przyjęciu euro.

## Szczegóły
| nominał    | emisja | wycofanie | stop                  | średnica [mm] | masa [g] | rant                             | roczniki                                                                                       | przypisy                                 |
| ---------- | ------ | --------- | --------------------- | ------------- | -------- | -------------------------------- | ---------------------------------------------------------------------------------------------- | ---------------------------------------- |
| 10 halerzy | 1993   | 2003      | aluminium             | 17            | 0,72     | gładki                           | 1993, 1994, 1995, 1996, 1997, 1998, 1999, 2000, 2001, 2002, 2003                               | [ 16 ] [ 20 ] [ 17 ] [ 22 ] [ 23 ]       |
| 20 halerzy | 1993   | 2003      | aluminium             | 19,5          | 0,95     | ząbkowany                        | 1993, 1994, 1995, 1996, 1997, 1998, 1999, 2000, 2001, 2002, 2003                               | [ 14 ] [ 20 ] [ 15 ] [ 22 ] [ 23 ]       |
| 50 halerzy | 1993   | 2009      | aluminium             | 22            | 1,2      | gładki                           | 1993, 1994, 1995                                                                               | [ 12 ] [ 21 ] [ 13 ] [ 22 ] [ 23 ]       |
| 50 halerzy | 1996   | 2009      | stal miedziowana      | 18,75         | 2,8      | naprzemiennie gładki i karbowany | 1996, 1997, 1998, 1999, 2000, 2001, 2002, 2003, 2004, 2005, 2006, 2007, 2008                   | [ 19 ] [ 21 ] [ 13 ] [ 22 ] [ 23 ]       |
| 1 korona   | 1993   | 2009      | stal powlekana brązem | 21            | 3,85     | ząbkowany                        | 1993, 1994, 1995, 1996, 1997, 1998, 1999, 2000, 2001, 2002, 2003, 2004, 2005, 2006, 2007, 2008 | [ 10 ] [ 21 ] [ 9 ] [ 22 ] [ 23 ]        |
| 2 korony   | 1993   | 2009      | stal niklowana        | 22            | 4,4      | zdobiony                         | 1993, 1994, 1995, 1996, 1997, 1998, 1999, 2000, 2001, 2002, 2003, 2004, 2005, 2006, 2007, 2008 | [ 10 ] [ 21 ] [ 8 ] [ 3 ] [ 23 ]         |
| 5 koron    | 1993   | 2009      | stal niklowana        | 24,75         | 5,4      | ząbkowany                        | 1993, 1994, 1995, 1996, 1997, 1998, 1999, 2000, 2001, 2002, 2003, 2004, 2005, 2006, 2007, 2008 | [ 10 ] [ 24 ] [ 21 ] [ 7 ] [ 25 ] [ 23 ] |
| 10 koron   | 1993   | 2009      | brązal                | 26            | 6,6      | zdobiony                         | 1993, 1994, 1995, 1996, 1997, 1998, 1999, 2000, 2001, 2002, 2003, 2004, 2005, 2006, 2007, 2008 | [ 5 ] [ 21 ] [ 6 ] [ 25 ] [ 23 ]         |